# Araslövssjöområdet
Araslövssjöområdet este o arie protejată (arie de protecție specială avifaunistică — SPA) din Suedia întinsă pe o suprafață de 1.142,3 ha, integral pe uscat.

## Localizare
Centrul sitului Araslövssjöområdet este situat la coordonatele 56°03′27″N 14°07′35″E / 56.0576°N 14.1263°E.

## Înființare
Situl Araslövssjöområdet a fost declarat arie de protecție specială avifaunistică în decembrie 1996 pentru a proteja 25 de specii de animale.

## Biodiversitate
Situată în ecoregiunea continentală, aria protejată nu include niciun habitat protejat.
La baza desemnării sitului se află mai multe specii protejate de  păsări (25): pescăruș albastru (Alcedo atthis), gâscă de semănătură (Anser fabalis), ciuf de câmp (Asio flammeus), buhai de baltă (Botaurus stellaris), gâsca canadiană (Branta canadensis), Calidris alpina schinzii, chirighiță neagră (Chlidonias niger), erete de stuf (Circus aeruginosus), erete vânăt (Circus cyaneus), cristeiul de câmp (Crex crex), lebădă de iarnă (Cygnus cygnus), ciocănitoare neagră (Dryocopus martius), șoim de iarnă (Falco columbarius), cocor (Grus grus), sfrâncioc roșiatic (Lanius collurio), gușă albastră (Luscinia svecica), ferestraș mic (Mergus albellus), gaia roșie (Milvus milvus), vultur pescar (Pandion haliaetus), viespar (Pernis apivorus), bătăuș (Philomachus pugnax), ploier auriu (Pluvialis apricaria), cresteț pestriț (Porzana porzana), pescăriță mare (Sterna caspia), silvie porumbacă (Sylvia nisoria).